# سیلویو پایوا
سیلویو پایوا (پرتغالی: Silvio Paiva؛ زادهٔ ۱۳ نوامبر ۱۹۵۸) بازیکن فوتبال اهل برزیل بود.
از باشگاه‌هایی که در آن بازی کرده‌است می‌توان به باشگاه فوتبال اسپورتینگ پرتغال، باشگاه فوتبال پاسوژ د فریرا، باشگاه فوتبال ویتوریا گیماریش، باشگاه ورزشی اینترناسیونال، و باشگاه ورزشی ناسیونال اشاره کرد.
وی همچنین در تیم ملی فوتبال زیر ۲۳ سال برزیل بازی کرده‌است.
وی در مسابقات بین‌المللی در مجموع برندهٔ ۱ مدال طلا، ۱ مدال نقره شده‌است.